# Morogoro
Morogoro er en by i Tanzania som ligger 200 km vest for Dar-es-Salaam og er hovedstad i regionen Morogoro. Byen havde i 2009 294.467 indbyggere, og et areal på på 535,04 km².
Byen ligger i nærheden af Uluguru-bjergene. Byen er et landbrugscenter, og Sokoine landbrugsuniversitet ligger i byen. Her ligger også Tanzanias økonomiske universitet; IDM (Institute of Management Development). Morogoro er en kendt by indenfor tanzaniansk musik; Salim Abdullahs cubanske marimbaband kom fra Morogoro, det samme gjorde sangeren og guitaristen Mbaraka Mwinsheshe. Byen er også kendt for sine fodboldklubber.
Morogoro er et knudepunkt for vejene mellem Dar-es-Salaam og landets hovedstad Dodoma og mellem Dar-es-Salaam og Mbeya. Det går tog fra Morogoro til Dodoma, Mwanza og Kigoma.